# Le Tranger
Le Tranger är en kommun i departementet Indre i regionen Centre-Val de Loire i de centrala delarna av Frankrike. Kommunen ligger i kantonen Châtillon-sur-Indre som tillhör arrondissementet Châteauroux. År 2022 hade Le Tranger 171 invånare.

## Befolkningsutveckling
Antalet invånare i kommunen Le Tranger
Referens:INSEE